# Wallburg Kleiner Eschhorst
Bei der Wallburg Kleiner Eschhorst handelt es sich um den Burgstall einer wahrscheinlich slawischen Befestigung aus dem 8./9. Jahrhundert in der Nähe von Göhren-Lebbin im Gebiet der Mecklenburger Seenplatte. Der kreisförmige Wall weist einen Durchmesser von ca. 60 Metern auf und eine Höhe von etwa 1,5 Metern. Der Innenbereich liegt gegenüber dem umliegenden Gelände um etwa 0,5 Meter erhöht. Luftaufnahmen lassen vermuten, dass sich im Norden eine Vorburg angeschlossen hat. Die Funktion der Anlage ist bis dato unerforscht. Ob ein Zusammenhang zur nahe gelegenen Alte Burg bestand, ist unbekannt. 

## Denkmalschutz
Der Burgstall der Wallanlage ist ein Bodendenkmal nach dem Denkmalschutzgesetz des Landes Mecklenburg-Vorpommern. Nachforschungen und gezieltes Sammeln von Funden sind genehmigungspflichtig, Zufallsfunde an die Denkmalbehörden zu melden.